# Serena Terry
Serena Terry es creadora de contenido del canal de TikTok Mammy Banter” y autora de dos libros: Mammy Banter - The Secret Life of an Uncool Mum  y The Sh!te before Christmas.

## Presencia en línea
Terry conoció TikTok a través de su hija. Se unió a TikTok durante los confinamientos de COVID-19 ; con intenciones de “desintoxicarse” de las redes sociales. Su motivo para iniciar su propio canal surgió del deseo de crear "verrugas" en las redes sociales, en contraste con la "perfección retocada" en plataformas como Facebook e Instagram, una fuente que, según ella, estaba en la raíz de sus inseguridades. Los sketches en vídeo de Mammy Banter emplean una serie de situaciones cotidianas, como "peleas con los deberes y problemas con intentar alinmentar a sus niños, las pruebas de natación con niños, reuniones de padres y maestros, trato con adolescentes y la pereza del primer día de regreso al trabajo". Pese a su imagen de seguridad, Terry ha dado a conocer entre sus seguidores sobre su lucha contra la ansiedad y la depresión.
Renunció su puesto como directora de operaciones de su empresa de tecnología para la que trabajaba en Derry una vez que su canal logró un nivel de éxito relativo. Mammy Banter nunca fue monetizado, a fin de evitar "vender mi alma a los dioses de la publicidad". Para pagar las facturas, Terry creó su consultoría personal de marketing digital en línea, Catchy Co.  

## Publicaciones
HarperCollins, editor basado en Londres, le envió un correo electrónico a Terry para pedirle que considerara escribir una novela basado en Mammy Banter. La primera novela de Terry , Mammy Banter - The Secret Life of an Uncool Mum, explora temas como "culpabilidad materna, las inseguridades en las relaciones, los días de perros y el ciberacoso ". La protagonista del libro, Tara Gallagher, busca una vida más relajada en contraste con su antiguo ser, que buscaba obtenerlo todo. En The Sh!te Before Christmas, Tara quiere una Navidad perfecta para su familia, pero se encuentra tomando decisiones en solitaria: niños que se portan mal, su marido más distraído de lo normal, así como la madre de Tara, a quien describe como "glamurosa, irresponsable, sin límites”, decidiendo volver a vivir con ella durante las vacaciones.

## Otras apariciones
Además de su trabajo en TikTok y dos libros, Terry ha hecho un cameo para la serie Derry Girls de Channel 4 como oficial de la RUC, una sesión de oratoria en Belfast para hablar sobre "resiliencia, salud mental y trolls en línea"  y un stand-up en Edimburgo.

## Vida personal
Terry es de la ciudad de Derry, Irlanda del Norte, donde vive con su marido y sus dos hijos.
Durante los confinamientos pandémicos de COVID-19, Terry educó desde casa y trabajó 60 horas a la semana remotamente como directora de operaciones de su empresa de tecnología. Durante ese período, Terry describe su duelo por la pérdida de sus hermanos gemelos de 38 años, Patrick y Daniel, meses antes. Patrick falleció de cáncer de hígado durante la segunda mitad de 2019. Daniel, un comediante, también luchó con su salud mental, además de las drogas y el alcohol  falleció apenas ocho semanas después debido a una enfermedad relacionada con el alcohol. Terry también experimentó un ataque severo de depresión posparto poco después, lo que le provocó depresión y ansiedad.